# Crowdsourcing
Crowdsourcing (tìm kiếm nguồn lực từ đám đông) là một mô hình tìm nguồn cung ứng trong đó các cá nhân hoặc tổ chức có được hàng hóa và dịch vụ bao gồm ý tưởng lượt bình chọn, công việc và tài chính từ một nhóm lớn người tham gia tương đối cởi mở và thường phát triển nhanh chóng. Hiện tại dịch vụ đám đông thường liên quan đến việc sử dụng Internet để thu hút và phân chia công việc giữa những người tham gia để đạt được kết quả tích lũy. Bản thân từ Crowdsourcing chính là một từ ghép của Crowd (đám đông) và Outsourcing (thuê ngoài) và được ra đời vào năm 2006. Là một phương thức tìm nguồn cung ứng, crowdsourcing đã tồn tại từ lâu trước thời kỳ cách mạng công nghiệp 4.0.
Trước đây khi chúng ta muốn thực hiện việc tìm nguồn cung ứng từ đám đông chúng ta cần tập hợp đám đông theo đúng nghĩa đen, giờ đây với công nghệ, đám đông có thể được kết nối tốt trong khi ở xa về mặt địa lý. Một tổ chức tận dụng tốt điều này có thể khai thác tốt tài năng, kiến thức trong phạm vi rộng hơn nhiều so với nguồn lựa sẵn có. Internet kết nối mọi người trên khắp thế giới thông qua các công cụ và công nghệ khác nhau, từ đó mọi thông tin, ý tưởng có thể được công bố thông qua các kênh này và trở thành hàng hóa. Dịch vụ từ đám đông tận dụng lợi thế này bằng cách yêu cầu và cho phép mọi người chia sẻ nguồn lực của họ để đổi lấy lợi ích về mặt cảm xúc hoặc tiền tệ.

## Định nghĩa
Thuật ngữ "crowdsourcing" xuất hiện vào năm 2005 bởi Jeff Hơe và Mark Robinson, biên tập viên tại Wire, để mô tả cách các doanh nghiệp đang sử dụng Internet để làm việc với đám đông, dó đó mà dẫn đến việc ghép lại thành từ "crowdsourcing". Tuy nhiên, lần xuất hiện chính thức của thuật ngữ này là trong một bài đăng của ông trên blog báo Wire vào tháng 6 năm 2006 với tiêu đề "The Rise of Crowdsourcing" và được phát hành vài ngày sau đó:
Được định nghĩa một cách đơn giản thì việc tìm nguồn cung ứng từ đám đông đại diện cho hành động của một công ty hoặc tổ chức nhờ một cộng đồng trực tuyến rộng lớn dưới dạng mà ai cũng có thể tham gia để thực hiện một công việc hay chức năng nào đó. Thay vì trước đây được thực hiện bởi các nhân viên và thuê ngoài. Điều này có thể ở dạng sản xuất ngang hàng (khi công việc được thực hiện một cách hợp tác), nhưng cũng thường được thực hiện bởi các cá nhân duy nhất. Điều kiện tiên quyết và quan trọng là việc kêu gọi sự tham gia tư mạng lưới lao động tiềm năng rộng lớn.
Trong một bài viết ngày 1 tháng 2 năm 2008, Daren C Brabham, "người đầu tiên viết bài nghiên cứu học thuật về crowdsourcing" và là tác giả cuốn sách Crowdsourcing năm 2013 đã định nghĩa nó là một mô hình giải quyết vấn đề trực tuyến. Brabham nhận thấy rằng hiệu suất của các ý tưởng được cung cấp trong các nền tảng cung cấp dịch vụ cộng đồng không chỉ ảnh hưởng bởi chất lượng nguồn cung mà còn bởi sự giao tiếp giữa những người dùng về ý tưởng và cách trình bày trong chính nền tảng. Sau khi nghiên cứu hơn 40 định nghĩa về crowdsourcing trong các tài liệu khoa học phổ biến, hai nhà nghiên cứu tại Đại học Kỹ thuật Valencia, Enrique Estellés và Fernando Donzález Ladrón-de-Guevara, đã phát triển một định nghĩa tích hợp mới:
Crowdsourcing là một hoạt động trực tuyến có sự tham gia. Trong đó một cá nhân, tổ chức, tố chức phi lợi nhuận, doanh nghiệp kêu gọi cho một nhóm các các nhân có kiến thức khác nhau, không đồng nhất tự nguyện thực hiện một nhiệm vụ nào đó. Việc đảm nhận nhiệm vụ trong đó đòi hỏi đám đông tham gia bằng việc cung cấp công việc, tiền bạc, kiến thức và kinh nghiệm của họ cho lợi ích chung. Người tham gia sẽ nhận được sự thỏa mãn của một loại nhu cầu nhất định, có thể là về kinh tế, sự công nhận của xã hội, lòng tự trọng hoặc sự phát triển kỹ năng cá nhân, trong khi đó phía đưa ra lời kêu gọi sẽ có được và sử dụng lợi ích mà người dùng đã mang đến với hình thức phụ thuộc vào loại hình hoạt động đang thực hiện.
Như đã đề cập trong các định nghĩa của Brabham và Estellés-Arolas và Ladrón-de-Guevara ở trên, việc Crowdsourcing trong quan niệm hiện đại là một hiện tượng qua trung gian Công nghệ thông tin, có nghĩa là một hình thức công nghệ thông tin luôn được sử dụng để tạo và tiếp cận đám đông. Henk van Ess, một giảng viên đại học về tiếp thị số, nhấn mạnh sự cần thiết phải "trả lại" kết quả cộng đồng cho công chúng trên cơ sở đạo đức. Định nghĩa phi thương mại của ông được trích dẫn rộng rãi trên các tờ báo phổ biến:
Việc tìm kiếm nguồn lực từ đám đông theo mong muốn của các chuyên gia sẽ mở ra một kênh mới để giải quyết vấn đề và sau đó tự do chia sẻ câu trả lời với mọi người
Mặc dù có rất nhiều định nghĩa về Crowdsourcing, nhưng có điều không đổi đó là việc các vấn đề sẽ được đưa đến đám đông và một lời kêu gọi đóng góp để giải quyết vấn đề. Đám đông sẽ là người đưa giải pháp nhưng người sở hữu lại là chủ thể đưa ra các vấn đề ban đầu. Đổi lại người đóng góp các giải pháp sẽ được tiền thưởng hoặc bằng sự công nhận, trong một số trường hợp khác phần thưởng duy nhất có thể chỉ là danh tiếng hoặc sự thỏa mãn về trí tuệ. Crowdsourcing có thể tạo ra các giải pháp từ những người nghiệp dư hoặc tình nguyện viên làm việc trong thời gian rảnh rỗi hoặc từ các chuyên gia, doanh nghiệp nhỏ mà trước đây không hề biết đến phía đặt vấn đề.
Một hậu quả của việc có nhiều định nghĩa là xảy ra tranh cãi xung quanh vấn đề xem loại hoạt động nào có thể là tìm nguồn cung ứng từ đám đông.

### Ví dụ
Một ví dụ được biết đến rộng rãi và có tính phi thương mại trên thế giới trực tuyến là Wikipedia, một bách khoa toàn thư trực tuyến cung cấp hơn ba triệu bài viết với hơn nhiều ngôn ngữ và phiên bản khác nhau. Wiki được tạo ra và duy trì bởi các tình nguyện viên và những người tham gia, hàng nghìn bài viết được thêm vào hàng tuần và được chỉnh sửa bởi một cộng đồng sinh viên, giáo sư toàn cầu. Đây không chỉ là một ví dụ về việc sử dụng nguồn lực từ đám đông để tạo ra thông tin mà còn là một cộng đồng nắm giữ quyền sở hữu các kiến thức được cung cấp bằng cách đảm bảo thông tin là chính xác và phù hợp với bộ quy tắc được đề ra.
Một hình thức khác của việc thuê đám đông là trong các cuộc thi ý tưởng hoặc các cuộc thi đổi mới, các cuộc thi này giúp các tổ chức có thêm nhiều ý tưởng, kiến thức mới ngoài "nền tảng tư duy" mà nhân viên học cung cấp. Lego Ideas (trước đây được gọi là Lego Cuusoo) là một trang web được điều hành bởi Chaordix và The lego Group cho phép người dùng gửi ý tưởng về các bộ sản phẩm, từ đó Lego biến ý tưởng tiềm năng thành các bộ đồ chơi và tung lên thị trường, nhà thiết kế sẽ nhận được 1% hoa hồng như là tiền bản quyền.

## Lịch sử
Như đã đề cập ở đầu bài, việc tìm kiếm nguồn lực từ đám đông đã xuất hiện từ rất lâu dưới đây là mốc thời gian và các sự kiện đã diễn ra trước khi Internet được sử dụng để kết nối đám đông.
- 1714 - Khi chính phủ Anh đang cố gắng tìm cách đo lường chiều dài của một con tàu, học đã ban bố một giải thưởng bằng tiền tệ cho bất kỳ ai có thể đưa ra giải pháp tốt nhất.[14]
- 1783 - Vua Louis XVI đã ban bố một giải thưởng cho người có thể tạo chất kiềm từ việc phân hủy muối biển bằng cách đơn giản và kinh tế nhất.[14]
- 1848 - Matthew Fontaine Maury đã phát miễn phí Wind and Current Charts miến phí với điều kiện đổi lấy nhất ký hành tình của các thủy thủ cho Đài thiên văn Hải quân Hoa Kỳ. Đến năm 1861, ông đã phân phối 200.000 bản miễn phí với cùng điều kiện.[15]
- 1849 - Một mạng lưới khoảng 150 tình nguyện viên quan sát thời tiết trên khắp Hoa Kỳ đã được thiết lập như một phần của Dự án Khí tượng của Viện Smithsonian do Thư ký đầu tiền là Joseph, người đã dùng điện báo để thu thập dữ liệu từ các tình nguyện viên và tạo ra một bản đồ thời tiết cung cấp thông tin cho công chúng hằng ngày. Dự án này được coi là nguồn gốc của những dịch vụ thời tiết quốc gia sau này. Trong vòng một thập kỷ dự án đã có hơn 600 quan sát viên tình nguyện và đã lan sang Canada, Mexico, Mỹ Latinh và Caribbean.[16]
- 1884 - Sự ra đời của từ điển tiếng Anh Oxford: 800 tình nguyện viên lập danh mục các từ để tạo ra biểu tượng cầu tiền của OED.[14]
- 1916 - Cuộc thi Planters Peanuts: Cuộc thi tìm kiếm logo Mr. Peanut và người chiến thắng là cậu bé 14 tuổi.[14]
- 1957 - Jørn Utzon, người chiến thắng trong cuộc thi thiết cho nhà hát Opera Sydney.[14]
- 1970 - Cuộc thi ảnh nghiệp dư của Pháp C'étaiitt Paris en 1970 đa thu hút 14.000 nhiếp ảnh gia với 70.000 bản in đen trắng và 30.000 bản màu ghi lại những thay đổi trong kiến trúc Pháp.[17]
- 1996 - Sàn giao dịch chức khoáng Hollywood được thành lập: Cho phép mua bán chứng khoán tự do.[14]

Từ khi có Internet, việc khai thác nguồn lực từ đám đông trở nên dễ dàng hơn và với quy mô lớn hơn. Những người tham gia từ sớm của việc xây dựng nền tảng crowdsourcing trên internet đã thành công phải kể đến những sự kiện sau đây:
- 2000 - Dịch vụ tình nguyện trực tuyến của UNV ra mắt: Kết nối những người cam kết dành thời gian và kỹ năng của họ qua Internet đẻ giúp tổ chức giải quyết các thách thức và phát triển.[14]
- 2000 - iStockPhoto được thành lập: Trang web hình ảnh chứng khoán miến phí cho phép công chúng đóng góp và nhận hoa hồng cho những đóng góp.[5]
- 2001 - Wikipedia xuất hiện: Truy cập miến phí, bách khoa toàn thư với những thông tin được lưu giữ trực tuyến.[18]
- 2001 - Foundation of Topcoder - Công ty phát triển phần mềm tìm kiếm nguồn nhân lực từ bên ngoài được thành lập.[19]
- 2004 - OpenStreetMap, một dự án hợp tác để tạo ra một bản đồ có thể chỉnh sửa miễn phí được ra mắt.[20]
- 2004 - Cuộc thi "Dream car art" đầu tiên của Toyota: Trẻ em toàn càu có thể  vẽ chiếc xe của tương lai theo trí tưởng tượng của mình.[21]
- 2006 - Jeff Howe đưa ra thuật ngữ Crowdsourcing trong tờ báo Wire.[5]
- 2009 - Waze, một ứng dụng GPS hướng đến cộng động, cho phép người dùng gửi thông tin đường đi và dữ liệu tuyến đường dựa trên vị trí. Tích hợp dữ liệu đó với thuật toán định tuyến và gửi cho tất cả người dùng
- 2011 - Casting of Flavours - một chiến dịch được phát hành bởi PepsiCo Lay's ở Tây Ban Nha. Chiến dịch nói về một cuộc thi được tổ chức tìm kiếm hương vị để bắt đầu bữa ăn nhẹ.[13]

## Cách thức mà crowdsourcing hoạt động
Hiện nay trong thời đại 4.0 khi mà truyền thông kỹ thuật số lên ngôi, thì việc tìm kiếm nguồn lực từ đám đông lại càng dễ dàng được triển khai thông qua nền tảng kỹ thuật số và thu hút được nhiều tương tác, đóng góp giữa các thành viên tham gia đặc biệt là nhờ vào social media marketing (marketing qua mạng xã hội). Dù là một người quản lý doanh nghiệp, người quản lý sáng tạo nội dung số, nhà phát triển trang web truyền thông xã hội lớn hay thậm chí là chủ tịch các tổ chức phi lợi nhuận thì việc tận dụng kho kiến thức, kỹ năng, sự sáng tạo khổng lồ và luôn sẵn có thông qua đám đông sẽ giúp ích rất nhiều trong việc tăng hiệu suất kinh doanh. Dưới đây là một vài ví dụ về cách mà các tổ chức triển khai các hoạt động tìm kiếm nguồn lực từ cộng đồng.

### Crowdvoting
Đây là hình thức thu nhận, tập hợp ý kiến và đánh giá của một nhóm lớn về một chủ đề nhất định. Ngày nay việc có đông đảo người dùng sử dụng các dịch vụ mạng xã hội mỗi ngày cùng với sự phát triển của các phương tiện truyền thông kỹ thuật số doanh nghiệp dễ dàng tiếp cận với đám đông hơn để thu lại được các phản hồi mà họ mong muốn. Một số ví dụ nổi tiếng cho các chiến dịch này như: Dominno'Pizza lấy ý kiến về hương vị pizza mới, Coca-cola, Henieken lấy ý kiến về mẫu thiết kế lon, chai.

### Crowdfunding
Crowdfunding có mục đích tìm kiếm nguồn vốn để hỗ trợ các cá nhân, tổ chức từ thiện hoặc các công ty. Mọi người có thể đóng góp cho việc gọi vốn từ cộng đồng mà không cần được hoàn trả lại điều gì hoặc là nơi đổi lấy sản phẩm, kinh nghiệm, và một số lợi ích khác. Các nền tảng gây quỹ từ công đồng sẽ được tài trợ bởi nhiều người thông qua sự sẵn sàng đóng góp nhỏ. Thông qua phương thức này các công ty khởi nghiệp có thể đi vào hoạt động, các nghệ sĩ cho ra mắt các sản phẩm nghệ thuật, các quỹ từ thiện, quỹ cứu trợ,...

### Microtasking
Đây là nền tảng mà các doanh nghiệp sử dụng để giao những "công việc vặt" mà máy tính thiếu năng khiếu như nhập dữ liệu, chỉnh sửa văn bản, dịch các bài viết, viết tay,... các việc này đòi hỏi một chút kỹ năng chuyên môn của con người. Mechanical Turk nổi tiếng của Amazon đã tạo ra nhiều công việc cho cộng đồng tham gia, trong đó các nhiệm vụ này khá đơn giản tốn ít thời gian và cần khoản thanh toán rất nhỏ.

### Macrotasking
các nhiệm vụ lớn hơn thường được thực hiện độc lập, chúng mất khoản thời gian nhất định và đòi hỏi các kỹ năng đặc biệt. Đây có thể thể là nhiệm vụ trong 1 phần của các dự án chuyên ngành hay các dự án lớn. Các yếu tố phân biệt với các nhiệm vụ nhỏ ở trên đó chính là các nhiệm vụ này đòi hỏi kỹ năng chuyên môn và thường mất nhiều thời gian hơn.

### Thuê đám đông trong các công việc sáng tạo
Được sử dụng chủ yếu trong ngành quảng cáo và tiếp thị. Giả sự khi cần thiết kế một nhãn hiệu các doanh nghiệp có thể tổ chức các cuộc thi thiết kế đưa ra các yêu cầu của mình và sau đó chi trả tiền cho người chiến thắng. Nó cũng có thể liên quan đến việc cung cấp nhiều ý tưởng truyền thông, bao gồm kịch bản, hình ảnh, thông điệp sẽ được dùng để truyền tải thông điệp mà công ty mong muốn. Một ví dụ nổi tiếng là cách Doritos sử dụng đám đông trong quảng cáo Super Bowl của họ. Trong một lần kêu gọi công khai đến công chúng, Doritos đã giao nhiệm vụ cho cộng động và họ đã nhận được hàm trăm  quảng cáo.

### Trong thiết kế và phát triển sản phẩm
Trong trường hợp này, việc thuê đám đông được sử dụng để tạo ý tưởng kinh doanh hoặc các sản phẩm mới, nhờ đó kết nối những người có ý tưởng kinh doanh với những nhà cung cấp hay thậm chí là tạo điều kiện cho các ý tưởng kinh doanh có thể khởi nghiệp. Vào năm 2009, Fiat Brazil đã yêu cầu người dùng Internet gửi các đề xuất mà họ có thể dùng để cải thiện sản phẩm. Thông qua các trang mạng xã hội, chương trình thu hút được khoảng 14.000 thành viên từ gần 140 quốc gia tham bình luận, đóng góp ý kiến đề xuất thiết kế và cuối cùng họ nhận được hơn 10.000 đề xuất. Những đề xuất này từ những đề xuất rất hữu ích những ổ flash USB cho đến những ý tưởng kỳ quặc như xử lý rác qua động cơ xe.

### Trong kỹ thuật
Innocentive (thuộc tập đoàn P&G) là một website ứng dụng Crowdsourcing cho việc giải quyết các vấn đề công nghệ và kỹ thuật. Trên website của họ các công ty có vấn đề vướng mắc về kỹ thuật có thể đưa vấn đề của họ lên và kêu gọi mọi người đưa ra giải pháp kèm theo một khoản thưởng nhất định.

## Ưu điểm

### Tiếp cận vấn đề theo nhiều cách mới
Khi một doanh nghiệp hay tổ chức xem xét các vấn đề trong nội bộ, nó dễ rơi vào các kiểu suy nghĩ hiện có và đóng kín. Nó là một trong những lý do tại sao mà Steve Jobs luôn ưu tiên cho việc chưa các chuyên gia từ bên ngoài doanh nghiệp vào để thay đổi suy nghĩ về các thách thức. Việc thuê đám đông sẽ tạo nên một lợi thế lớn, bằng cách tiếp cận nhóm người rộng lớn để nhờ họ giải quyết vấn đề, một công ty có thể có thể biết được hàng trăm hoặc thậm chí hàng ngàn cách tiếp xúc khác nhau để giải quyết một vấn đề. Một minh chứng đó là cổng thông tin của Unilever. Tại đây, họ yêu cầu các chuyên gia trên toàn thế giới đóng góp các giải pháp cho các vấn đề khó khăn từ những vấn đề nhỏ như bao bì cho đến công nghệ chế tạo sản phẩm.

### Đa dạng hơn về tư duy
Đưa việc cho một nhóm lớn có thể giúp mở khóa sự đa dạng về tư duy, cũng như những ý tưởng bất ngờ. Đối với nhiều doanh nghiệp, đặc biệt với các doanh nghiệp nhỏ, cấp độ nhân viên nhỏ và vừa có thể không thể đáp ứng được nhu cầu đổi mới. Bằng cách mời một nhóm các tình nguyện viên rộng lớn hơn tham gia cung cấp ý tưởng, một công ty có thể có quyền truy cập vào một hỗn hợp kiến thức, kinh nghiệm, chuyên môn. Có thể thấy rõ ở ví dụ của Lego idea, cổng thông tin ý tưởng của Lego mang đến sự đa dạng hơn về tư duy. Bằng cách kêu gọi người hâm mộ gửi các ý tưởng về các bộ Lego mới, công ty có thể có được vô số ý tưởng cho việc sản xuất sản phẩm mới.

### Giảm gánh nặng quản lý
Khía cạnh quản lý của crowdsourcing khó có thể thấy được như các lợi ích khác, nhưng nó là một lợi thế lớn. Khi các doanh nghiệp đổi mới nội bộ, ở đó thường có một gánh nặng quản lý đáng kể. Nhân viên thì luôn cần phải được nhắc nhở để đóng góp và luôn cần động lực, khuyến khích để phát triển nhưng với việc thuê ngoài đám đông, một doanh nghiệp hoặc tổ chức chỉ cần đặt ra các điều khoản và điều kiện rõ ràng cho công việc, sau đó treo thưởng và mở nơi cho phép nhận các ý tưởng từ mọi người. Cách tiếp cận thực tế này tốn ít thời gian hơn các quy trình truyền thống và có thể kích thích mọi người hơn. Tuy nhiên, điều này cũng có nghĩa là doanh nghiệp sẽ có ít quyền kiểm soát đối với quá trình lên ý tưởng hơn.

### Tăng lượng Marketing Buzz
Marketing tập trung vào việc tối đa hóa tiềm năng của việc truyền miệng của một chiến dịch hoặc sản phẩm cụ thể thông qua các thảo luận trên nền tảng truyền thông xã hội
Bởi vì nó một môi trường công cộng rộng mở và hấp dẫn, crowdsourcing có thể là cách tiếp thị tuyệt vời. Điều này không chỉ giúp xây dựng một mạng lưới người quan tâm lớn hơn mà còn mang đến cho mọi người điều để có thể bàn tán. Đây là lý do tại sao các công ty như Frito-Lay chuyển sang việc khiến công chúng tham gia các cuộc thi Do Us a FLavor của họ , yêu cầu người hâm mộ snack khoai tây gửi ý tưởng tốt nhất và kỳ lạ nhất cho hương vị snack khoai tây mới. Tại đây, họ không chỉ có cơ hội phát triển ý tưởng cho những gì có thể trở thành sản phẩm mà họ còn nhận được một lượng lớn phương tiện truyền thông cho các sản phẩm hiện có.

### Giải quyết vấn đề nhanh chóng hơn
Crowdsourcing không chỉ là về việc tiếp cận những nguồn lực tốt nhất mà còn về việc tìm kiếm ý tưởng càng nhanh càng tốt. Khi các doanh nghiệp giải quyết các vấn đề trong nội bộ, họ sẽ bị hạn chế bởi tốc độ làm việc của nhân viên. Bằng cách mời một nhóm người tham gia vào quá trình rộng hơn, các công ty có thể có những gì mình cần trong thời gian ngắn hơn. Đối với các dự án nhạy cảm với thời gian như nghiên cứu y tế hoặc các bản sửa phần mềm hệ thống khẩn cấp, thời gian tạo nên sự thành công của dự án.